# Lathrobium alesi
Lathrobium alesi é uma espécie de besouro errante da tribo Paederini no gênero Lathrobium que foi descrito pela primeira vez por  Assing em 2010. 